# Skarstind
Lo Skarstind (detto anche Skardstinden) è una montagna della Norvegia appartenente alla catena dello Jotunheimen, nei Monti Scandinavi. È alto 2.373  m s.l.m. (la 5º montagna per altezza in Norvegia) e si trova nel comune di Lom, nella contea di Innlandet.

## Descrizione

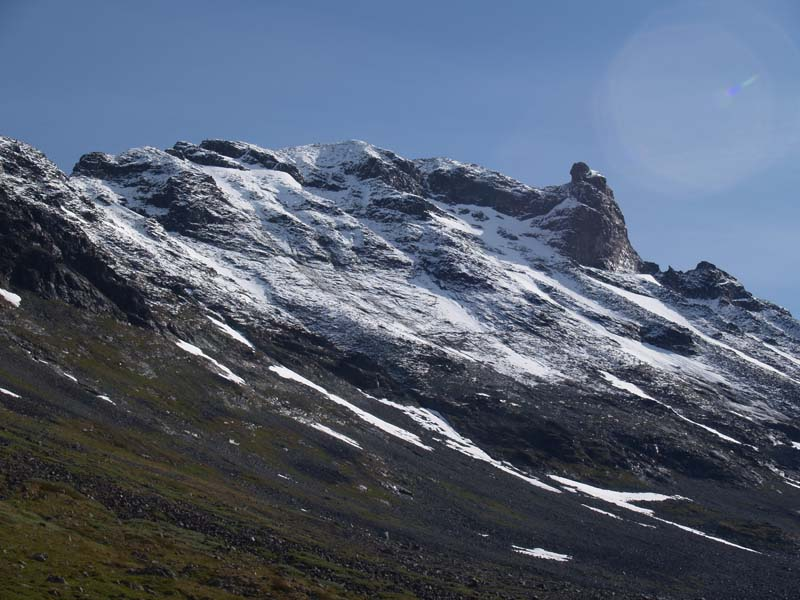
La parete sud-ovest.

La montagna fa parte del gruppo denominato Skardstindmassivet, caratterizzato da tre picchi: Skardstinden (2373 m), Nåla (2310 m) e Vestre Skardstinden (2219 m).
La forma della montagna è caratteristica. Da est, se visto dal Galdhøpiggen, presenta una parete molto ripida che culmina nel Nåle: questa parete è tra le più inaccessibili dell'intero Jotunheimen.
Il massiccio, come gli altri circostanti, è formato prevalentemente da gabbro, che resiste meglio all'erosione. Gli strati di roccia si innalzanno da sud-est verso nord-ovest, contrariamente al normale orientamento nelle zone limitrofe, favorendo le ascese dal fianco meridionale.
La cima della montagna si può raggiungere senza particolari attrezzature in estate e con poca neve dal versante sud-ovest. L'ascensione più comune parte da Leirdalen e sale fino a Dummhøe con un dislivello di più di 1000 m; segue poi un tratto prevalentemente pianeggiante fino alla cima occidentale per poi inerpicarsi fino alla cima principale. D'inverno l'ascesa è consigliabile solo ad esperti dotati di attrezzatura appropriata.

## Nome
La prima parte del nome, skar, è il genitivo della parola relativa a passo o valico, mentre ting significa picco o montagna: il nome della montagna significa quindi passo di montagna in norvegese; non è chiaro tuttavia a quale dei passi si riferisca, si pensa a quello che conduce a sud o quello che lo separa dal picco Nåle. Quest'ultimo significa ago in norvegese e si riferisce alla forma del pinnacolo stesso.

## Storia
La prima ascensione al picco Skardstinden risale al 1884 ad opera di Severin Wleugel, Sig. Thor e Oskar Kristiansen. Non si hanno notizie delle prime ascensioni alle altre due cime.

## Localizzazione
Il monte si trova nel Parco nazionale Jotunheimen, a circa 2,5 chilometri ad ovest del monte Galdhøpiggen.